# 충목왕
충목왕(忠穆王, 1337년 5월 15일(음력 4월 15일) 출생~1348년 12월 25일(음력 12월 5일) 붕어)은 고려 제29대 국왕(재위: 1344년~1348년)이다. 휘는 흔(昕), 몽골 이름은 파드마도르지(몽골어: Batma Dorji, 한자: 八思麻朶兒只 '팔사마타아지'), 원에서 내린 시호는 충목왕(忠穆王)이며, 후일 1351년에 등극한 공민왕이 올린 시호는 현효대왕(顯孝大王)이다.
충혜왕의 슬하 자녀 3남 1녀 가운데에는 유일한 적통 아들로, 아버지 충혜왕과 어머니 덕녕공주(德寧公主, 덕녕궁주라고도 불리움.)의 사이에서 태어났다. 생후 8개월차 남짓 되던 1338년 1월 9일(음력 1337년 12월 9일)경을 전후하여 원나라에 볼모로 끌려가 있다가 7세에 원에 의하여 즉위하였으나 12세에 후사 없이 요절한다.
아버지 충혜왕이 재차 퇴위된 1343년부터 이후 1348년까지 재위하는 동안 섭행정동성사였던 기철이, 그리고 1343년부터 1344년까지 좌시중이었던 한종유가, 마지막으로 1344년부터 1348년에 붕어할때까지 모후인 덕녕공주가 각각 섭정을 하였다.
1348년 12월 25일(음력 12월 5일)에 왕흔(충목왕)이 붕어한 직후 배다른 서제 왕저(王胝)가 보위를 승계했다.

## 생애
충혜왕의 아들이며 어머니는 원나라의 덕녕공주였다. 1344년(충혜왕 5) 충혜왕이 죽자, 8세에 왕위를 계승하게 되었다. 어린 나이로 즉위하였으므로 어머니인 덕녕공주가 대신 정사를 맡아보며 전조(前朝)의 폐정을 시정하였다. 권세가들에게 빼앗겼던 땅을 본래의 주인에게 돌려주었으며, 녹과전(祿科田)의 폐단을 시정하였다. 기근이 들었을 때 진제도감(賑濟都監)을 설치하여 빈민을 구제하였다. 또한, 충선왕의 명으로 민지(閔漬)가 찬진(撰進)한 《편년강목》을 증수시키고, 충렬왕·충선왕·충숙왕 등의 실록을 편찬하였다. 1348년 10월 병이 들었고 병세가 악화되자 그해 12월에 김영돈(金永旽)의 집으로 거쳐를 옮겨 그곳에서 승하했다.

## 동양 및 서구권 시대 공통적인 역사의 흐름

### 흑사병 창궐의 시작
참고로 1348년경에 유럽에서는 흑사병이 창궐하였다.

## 가족 관계
| 고려 제29대 국왕 | 충목 현효대왕 忠穆 顯孝大王 | 출생                            | 사망                                                          |
| 고려 제29대 국왕 | 충목 현효대왕 忠穆 顯孝大王 | 1337년 5월 15일 (음력 4월 15일) | 1348년 12월 25일 (음력 12월 5일) (11세) 고려 개경 김영돈의 집 |

|    |                                             | 생몰년          | 부모                                      | 비고        |
| -- | ------------------------------------------- | --------------- | ----------------------------------------- | ----------- |
| 부 | 충혜왕 忠惠王                               | 1315년 - 1344년 | 충숙왕 忠肅王 공원왕후 홍씨 恭元王后 洪氏 | 제28대 국왕 |
| 모 | 덕녕공주 德寧公主 정순숙의공주 貞順淑儀公主 | ? - 1375년      | 초스발 焦八                               |             |

## 충목왕이 등장하는 작품
- 《신돈》(MBC, 2005년~2006년, 배우:민병현)

## 저서
- 《편년강목》증수

## 같이 보기
- 덕녕공주
- 충정왕
- 공민왕